# هجده یال
هجده یال نام یکی از قله‌های رشته کوه گرین در غرب ایران است. کوههای گرین در شمال استان لرستان  قرار دارند. هجده یال شمالی‌ترین قله گرین در شهرستان بروجرد و الشتر در استان لرستان محسوب می‌شود . ارتفاع هجده یال ۳۷۰۰ (تقریبی) متر است و بلندترین قله رشته کوه گرین محسوب می شود.
هجده یال در شمال قله ولاش  است . مسیر دسترسی به این کوه از روستای ونایی در شمال غربی بروجرد، و دره کهمان یا منطقه دروازه در شمال الشتر میباشد